# 9866 Kanaimitsuo
9866 Kanaimitsuo è un asteroide della fascia principale. Scoperto nel 1991, presenta un'orbita caratterizzata da un semiasse maggiore pari a 2,1718463 UA e da un'eccentricità di 0,1747713, inclinata di 3,03777° rispetto all'eclittica.